# Богарнэ, Дарья Константиновна
Дарья Константиновна Опочинина (7 марта 1844 — 7 марта 1870) — фрейлина, морганатическая супруга Евгения Максимилиановича, 5-го герцога Лейхтенбергского; с 1869 года носила титул графини Богарнэ.

## Биография
Старшая дочь флигель-адъютанта Константина Фёдоровича Опочинина (1808—1848) от брака его с фрейлиной двора Верой Ивановной Скобелевой (1825—1897). По отцу была правнучкой фельдмаршала М. И. Кутузова, по матери — внучка военного писателя И. Н. Скобелева. Родная сестра основателя Мышкинской земской публичной библиотеки Фёдора Опочинина. Родилась в Петербурге, крещена была 9 апреля 1844 года в Пантелеимоновской церкви при восприемстве императора Николая I и бабушки Дарьи Михайловны Опочининой, в честь которой и получила свое имя.
Выросла в родительским доме на Гагаринской набережной. После смерти отца вместе с матерью подолгу жила заграницей и с детства была близка к особам императорской фамилии. Будучи фрейлиной двора великой княгини Марии Николаевны, сблизилась с её вторым сыном герцогом Евгением Лейхтенбергским (1847—1901) и вскоре стала его женой. Свадьба состоялась 8 января 1869 года во Флоренции на вилле Кватро. Давая согласие на этот морганатический союз, император Александр II сказал:

Я дал разрешение на брак Евгения, поскольку не вижу никакого реального препятствия. Лейхтенберги не великие князья, и мы можем не беспокоиться об упадке их рода, который ничуть не задевает нашей страны.
Несмотря на протест французского посла, сразу после свадьбы получила «для себя и потомства» титул графини Богарнэ (09.01.1869). Имела на мужа самое благотворное влияние. По замечанию современников, после женитьбы Евгений Лейхтенбергский остепенился, прекратились его безумные траты и кутежи. Брак был вполне удачным, но недолгим. В преддверии родов Дарья Константиновна вернулась в Петербург и поселилась с мужем в Мариинском дворце.
28 февраля 1870 года она благополучно родила дочь, но внезапно простудившись, умерла через неделю после родов в день своего рождения, в 4 часа по пополудни, от родильной горячки. 10 марта гроб с телом её в сопровождении членов императорской фамилии и многих сановников был доставлен на станцию Петергофской железной дороги, оттуда поездом в Троице-Сергиевую пустынь, где и предан земле. 26 января 1910 года её останки были перенесены в Исидоровскую церковь Александро-Невской лавры.
Дочь Марианна в память о матери 19 марта 1870 года была крещена её именем — Дарья (или Dolly; 1870—1937). Она была трижды замужем, в конце сентября 1937 года была арестована по обвинению в шпионаже в пользу австрийской разведки и расстреляна 5 ноября 1937 года.